# Universiteit van Karlstad
De Universiteit van Karlstad (Zweeds: Karlstads universitet, KAU) is een universiteit in de Zweedse stad Karlstad. De universiteit heeft zo'n 12.570 studenten en ongeveer 1.200 medewerkers. Het omvat een conservatorium, Musikhögskolan Ingesund in Arvika. Het Service Research Centre (Centrum för tjänsteforskning, CTF) is een vooraanstaand multidisciplinair onderzoekscentrum op het gebied van zakelijke dienstverlening.
De universiteit biedt bachelor- en masteropleidingen aan binnen de volgende studierichtingen: geesteswetenschappen, sociale wetenschappen, techniek, onderwijs, gezondheidszorg en muziek.

## Geschiedenis
Vanaf 1843 had Karlstad al een lerarenopleiding. In 1967 werd een ook filiaal van de Universiteit van Göteborg in Karlstad geopend. Om de banden tussen de studentensteden aan te halen werd de Solastafette bedacht, een estafette van Göteborg naar Karlstad.
De verschillende hogeschoolopleidingen werden in 1977 gebundeld tot de hogeschool van Karlstad (Högskolan i Karlstad). De Zweedse overheid verleende de hogeschool in 1999 de status van aparte universiteit.
In 2009 vormden de faculteiten economie, communicatie en IT een businessschool, Karlstad Business School (Handelshögskolan vid Karlstads universitet).